# Scandiumoxide
Scandiumoxide is het oxide van scandium, met als brutoformule Sc2O3. De stof komt voor als een witte kristallijne vaste stof, die onoplosbaar is in water.

## Synthese
Scandiumoxide kan bereid worden door elementair scandium te verbranden:
{\displaystyle {\ce {4Sc + 3O2 -> 2Sc2O3}}}

## Kristalstructuur en eigenschappen
Scandiumoxide kristalliseert uit in een kubisch kristalstelsel. Het behoort tot ruimtegroep 1a3-Th. De lengte van een zijde van de eenheidscel bedraagt 985 pm.
Scandiumoxide is een amfoteer oxide: het lost op in zowel zuren als basen. In een overmaat zoutzuur wordt het omgezet tot scandiumchloride:
{\displaystyle {\ce {Sc2O3 + 6HCl -> 2ScCl3 + 3H2O}}}
In oplossingen van alkali-metalen worden scandaat-zouten gevormd. Een voorbeeld is de reactie van scandiumoxide met kaliumhydroxide, waarbij kaliumhexahydroxoscandaat(III) (K3Sc(OH)6) wordt gevormd.
Door reactie met trifluormethaansulfonzuur wordt scandiumtrifluormethaansulfonaat gevormd, een Lewis-zuur.

## Toepassingen
Scandiumoxide wordt, wegens het hoge smeltpunt, gebruikt in systemen die tegen hoge temperaturen en grote temperatuurschommelingen moeten bestand zijn. Verder wordt het verwerkt in keramiek en glas.